# Selezioni giovanili della nazionale maschile di pallacanestro dell'Ungheria
Le selezioni giovanili della nazionale di pallacanestro dell'Ungheria, sono state gestite dalla Federazione cestistica dell'Ungheria e partecipavano ai tornei cestistici internazionali per squadre nazionali, limitatamente a specifiche classi d'età.

## Universitaria
Rappresenta la selezione dei migliori atleti della nazionale ungherese.

### Partecipazioni
- 1959 - 4°
- 1961 - 4°
- 1965 -  3°
- 1970 - 12°
- 2011 - 19°

- 2017 - 18°

 Ungheria universitaria - Pallacanestro alla I UniversiadeBeleznai, Boháty, Császár, Faragó, Gabányi, Haris, Keszei, Letek, Padányi, Pólik, Sárközi, Vajdovich, All. -
 Ungheria universitaria - Pallacanestro alla IV Universiade - Torneo maschileBanna, Hegedűs, Kangyal, Korányi, Lendvay, Nyitrai, Orbay, Pólik, Prieszol, Rácz, Ránky, Tvordy, All. -

## Under-20
Rappresenta i migliori giocatori di nazionalità ungherese di età non superiore ai 20 anni. Partecipa a tutte le manifestazioni internazionali giovanili di pallacanestro per nazioni gestite dalla FIBA.
Nel corso degli anni questa selezione ha subito alcuni cambiamenti nel nome, dovuti agli adeguamenti nelle normative della FIBA in fatto di classificazione delle categorie giovanili.
Agli inizi la denominazione originaria era nazionale Juniores, in quanto la FIBA classificava le fasce di età sotto i 22 anni con la denominazione "juniores". In seguito, denominazione e fasce di età sono state equiparate, divenendo nazionale Under 22. Dal 2000, la FIBA ha modificato nuovamente il tutto, equiparando sotto la dicitura "under 20" sia denominazione che fasce di età. Da allora la selezione ha preso il nome attuale.

### Partecipazioni
FIBA EuroBasket Under-20
- 2006 - 14°
- 2007 - 16°
- 2014 - 20°
- 2016 - 16°

 Ungheria under 20 - Campionato europeo maschile di pallacanestro Under-20 20064 Hosszú, 5 Farkas, 6 M. Szabó, 7 Vesztergom, 8 Hendlein, 9 Will, 10 Váradi, 11 Vida, 12 Tóth, 13 Baki, 14 Z. Szabó, 15 T. Szabó,        All. Ákos Nagy
 Ungheria under 20 - Campionato europeo maschile di pallacanestro Under-20 20074 Vertetics, 5 Máté, 6 Vesztergom, 7 Supola, 8 Kiss, 9 Will, 10 Cseh, 12 Tóth, 13 Baki, 14 Lekli, 15 Fekete,        All. Ákos Nagy
 Ungheria under 20 - Campionato europeo maschile di pallacanestro Under-20 20144 Bazsó, 5 Bán, 6 Simon, 7 Sinkovits, 8 Bakk, 9 Perl, 10 Váradi, 11 Csákvári, 12 Török, 13 Bognar, 14 Molnár, 15 Garamvölgyi,        All. Attila Váradi
 Ungheria under 20 - Campionato europeo maschile di pallacanestro Under-20 20164 Szabó, 6 Pongó, 7 Demeter, 8 Vágvölgyi, 10 Mócsán, 11 Horváth, 13 Andrássy, 15 Peringer, 21 Krivaćević, 23 Kis, 24 Csanád, 25 Olasz,        All. Peter Por

## Under-19
Rappresenta i migliori giocatori di nazionalità ungherese di età non superiore ai 19 anni. Partecipa a tutte le manifestazioni internazionali giovanili di pallacanestro per nazioni gestite dalla FIBA.

### Partecipazioni
Mondiali Under-19
- 2023 - 16°

## Under-18
Rappresenta i migliori giocatori di nazionalità ungherese di età non superiore ai 18 anni. Partecipa a tutte le manifestazioni internazionali giovanili di pallacanestro per nazioni gestite dalla FIBA.
Nel corso degli anni questa selezione ha subito alcuni cambiamenti nel nome, dovuti agli adeguamenti nelle normative della FIBA in fatto di classificazione delle categorie giovanili.
Agli inizi la denominazione originaria era Nazionale Cadetti, in quanto la FIBA classificava le fasce di età dai 16 ai 18 anni con la denominazione "cadetti". Dal 2000, la FIBA ha modificato il tutto, equiparando sotto la dicitura under 18, sia denominazione che fasce di età. Da allora la selezione ha preso il nome attuale.

### Partecipazioni
FIBA EuroBasket Under-18
- 1972 - 8°
- 1982 - 11°
- 1986 - 9°
- 1992 - 11°

## Under-16
Rappresenta i migliori giocatori di nazionalità ungherese di età non superiore ai 16 anni. Partecipa a tutte le manifestazioni internazionali giovanili di pallacanestro per nazioni gestite dalla FIBA.
Nel corso degli anni questa selezione ha subito alcuni cambiamenti nel nome, dovuti agli adeguamenti nelle normative della FIBA in fatto di classificazione delle categorie giovanili.
Agli inizi la denominazione originaria era Nazionale Allievi, in quanto la FIBA classificava le fasce di età dai 16 ai 18 anni con la denominazione "allievi". Dal 2000, la FIBA ha modificato il tutto, equiparando sotto la dicitura under 18, sia denominazione che fasce di età. Da allora la selezione ha preso il nome attuale.

### Partecipazioni
FIBA EuroBasket Under-16
- 1983 - 11°
- 1987 - 12°
- 2008 - 15°